# Elitserien i bandy för damer 2000/2001
Elitserien i bandy för damer 2000/2001 spelades 18 februari 2000–24 februari 2001, och vanns av AIK. Säsongen avslutades med att Västerstrands AIK blev svenska mästarinnor efter seger med 5-4 mot AIK i finalmatchen på Studenternas IP i Uppsala den 17 mars 2001.

## Upplägg
Lag 1-4 gick vidare till slutspel om svenska mästerskapet.

## Förlopp
Skytteligan vanns av Anna-Karin Olsson, AIK med 53 fullträffar..

## Seriespelet
| Nr | Lag                | S  | V  | O | F  | +/-      | P  |
| -- | ------------------ | -- | -- | - | -- | -------- | -- |
| 1  | AIK                | 14 | 13 | 1 | 0  | 113 - 35 | 27 |
| 2  | Västerstrands AIK  | 14 | 11 | 2 | 1  | 113 - 46 | 24 |
| 3  | Edsbyns IF         | 14 | 7  | 1 | 6  | 62 - 49  | 15 |
| 4  | Sandvikens AIK     | 14 | 7  | 1 | 6  | 64 - 53  | 15 |
| 5  | Tranås BoIS        | 14 | 7  | 1 | 6  | 72 - 81  | 15 |
| 6  | Villa Lidköping BK | 14 | 5  | 0 | 9  | 57 - 81  | 10 |
| 7  | Hammarby IF        | 14 | 3  | 0 | 11 | 38 - 81  | 6  |
| 8  | Nässjö IF          | 14 | 0  | 0 | 14 | 18 - 111 | 0  |

## Seriematcherna
| - 18 november 2000 AIK-Edsbyns IF 7-3 - 18 november 2000 Göta/Hammarby-Sandvikens AIK 2-6 - 18 november 2000 Västerstrands AIK-Villa Lidköping BK 10-6 - 19 november 2000 Nässjö IF-Tranås BOIS 1-4 - 25 november 2000 Edsbyn-Göta/Hammarby 3-0 - 25 november 2000 Sandviken-AIK 2-5 - 25 november 2000 Tranås-Västerstrand 3-9 - 25 november 2000 Villa Lidköping-Nässjö 8-1 - 26 november 2000 Västerstrand-Nässjö 14-0 - 2 december 2000 Edsbyn-Sandviken 4-3 - 2 december 2000 Tranås-Villa Lidköping 9-3 - 3 december 2000 Göta/Hammarby-AIK 1-6 - 9 december 2000 Nässjö-Göta/Hammarby 2-6 - 9 december 2000 Tranås-AIK 3-9 - 9 december 2000 Villa Lidköping-Edsbyn 4-3 - 9 december 2000 Västerstrand-Sandviken 8-3 - 10 december 2000 Nässjö-AIK 0-10 - 10 december 2000 Västerstrand-Edsbyn 3-1 - 16 december 2000 AIK-Västerstrand 3-3 - 16 december 2000 Edsbyn-Nässjö 10-1 - 16 december 2000 Göta/Hammarby-Villa Lidköping 3-8 - 16 december 2000 Sandviken-Tranås 10-5 - 17 december 2000 AIK-Villa Lidköping 6-0 - 17 december 2000 Edsbyn-Tranås 6-2 - 17 december 2000 Göta/Hammarby-Västerstrand 3-6 - 17 december 2000 Sandviken-Nässjö 5-0 - 30 december 2000 Tranås-Göta/Hammarby 5-4 - 30 december 2000 Villa Lidköping-Sandviken 4-7 | - 7 januari 2001 AIK-Nässjö 14-0 - 7 januari 2001 Edsbyn-Västerstrand 5-6 - 7 januari 2001 Göta/Hammarby-Tranås 1-6 - 20 januari 2001 Nässjö-Edsbyn 1-4 - 20 januari 2001 Tranås-Sandviken 7-3 - 20 januari 2001 Villa Lidköping-Göta/Hammarby 2-5 - 20 januari 2001 Västerstrand-AIK 7-8 - 21 januari 2001 Nässjö-Sandviken 2-7 - 21 januari 2001 Tranås-Edsbyn 5-5 - 21 januari 2001 Villa Lidköping-AIK 1-6 - 21 januari 2001 Västerstrand-Göta/Hammarby 5-4 - 24 januari 2001 AIK-Göta/Hammarby 16-2 - 27 januari 2001 AIK-Tranås 10-7 - 27 januari 2001 Edsbyn-Villa Lidköping 5-3 - 27 januari 2001 Göta/Hammarby-Nässjö 6-4 - 27 januari 2001 Sandviken-Västerstrand 4-4 - 28 januari 2001 Sandviken-Villa Lidköping 2-3 - 3 februari 2001 Nässjö-Västerstrand 1-10 - 3 februari 2001 Villa Lidköping-Tranås 5-9 - 4 februari 2001 Västerstrand-Tranås 14-3 - 9 februari 2001 Sandviken-Edsbyn 4-2 - 17 februari 2001 AIK-Sandviken 6-3 - 17 februari 2001 Göta/Hammarby-Edsbyn 0-9 - 17 februari 2001 Nässjö-Villa Lidköping 4-8 - 24 februari 2001 Edsbyn-AIK 3-7 - 24 februari 2001 Sandviken-Göta/Hammarby 4-1 - 24 februari 2001 Tranås-Nässjö 4-1 - 24 februari 2001 Villa Lidköping-Västerstrand 2-11 |

## Slutspel om svenska mästerskapet

### Semifinaler
- 3 mars 2001: Edsbyns IF-Västerstrands AIK 1-11
- 3 mars 2001: Sandvikens AIK-AIK 4-9

- 10 mars 2001: AIK-Sandvikens AIK 10-0 (AIK vidare med 2-0 i matcher)
- 10 mars 2001: Västerstrands AIK-Edsbyns IF 5-3 (Västerstrands AIK vidare med 2-0 i matcher)

### Final
- 17 mars 2001: AIK-Västerstrands AIK 2-4 (spelad på Studenternas IP i Uppsala)